# Campionati mondiali di nuoto in vasca corta 2010 - 200 metri stile libero maschili
Le qualifiche per la finale si sono svolte la mattina del 15 dicembre 2010, mentre la finale si è svolta la sera dello stesso giorno.

## Medaglie
| Posizione | Atleta           | Paese       |
| --------- | ---------------- | ----------- |
| Oro       | Ryan Lochte      | Stati Uniti |
| Argento   | Danila Izotov    | Russia      |
| Bronzo    | Oussama Mellouli | Tunisia     |

## Record
Prima della manifestazione il record del mondo (RM) e il record dei campionati (RC) erano i seguenti:
| Record mondiale       | 1:39.37 | Paul Biedermann Germania | 15 novembre 2009 Berlino, Germania |
| Record dei campionati | 1:43.28 | Ian Thorpe Australia     | 1º aprile 1999 Hong Kong           |

Durante la competizione sono stati migliorati i seguenti record:
| Data        | Evento       | Atleta      | Nazione     | Tempo   | Record                |
| ----------- | ------------ | ----------- | ----------- | ------- | --------------------- |
| 15 dicembre | 10ª batteria | Ryan Lochte | Stati Uniti | 1:42.38 | Record dei campionati |
| 15 dicembre | finale       | Ryan Lochte | Stati Uniti | 1:41.08 | Record dei campionati |

## Risultati batterie
| Pos. | Atleta                           | Nazionalità          | Tempo       | Batteria    | Corsia      | Note                  |
| ---- | -------------------------------- | -------------------- | ----------- | ----------- | ----------- | --------------------- |
| 1    | Ryan Lochte                      | Stati Uniti          | 1:42.38     | 10          | 5           | Record dei campionati |
| 2    | Oussama Mellouli                 | Tunisia              | 1:42.41     | 8           | 5           |                       |
| 3    | Nikita Lobintsev                 | Russia               | 1:42.59     | 9           | 3           |                       |
| 4    | Paul Biedermann                  | Germania             | 1:42.73     | 9           | 5           |                       |
| 5    | Shaune Fraser                    | Isole Cayman         | 1:42.98     | 9           | 7           |                       |
| 6    | Paweł Korzeniowski               | Polonia              | 1:43.05     | 9           | 4           |                       |
| 7    | Danila Izotov                    | Russia               | 1:43.20     | 8           | 4           |                       |
| 8    | Tommaso D'Orsogna                | Australia            | 1:43.25     | 9           | 2           |                       |
| 9    | Dominik Meichtry                 | Svizzera             | 1:43.29     | 8           | 6           |                       |
| 10   | Yannick Agnel                    | Francia              | 1:43.51     | 10          | 3           |                       |
| 11   | Haiqi Jiang                      | Cina                 | 1:43.63     | 1           | 5           |                       |
| 12   | Peter Vanderkaay                 | Stati Uniti          | 1:43.82     | 10          | 6           |                       |
| 13   | Markus Rogan                     | Austria              | 1:44.00     | 9           | 6           |                       |
| 14   | Filippo Magnini                  | Italia               | 1:44.21     | 10          | 4           |                       |
| 15   | Kyle Richardson                  | Australia            | 1:44.29     | 8           | 2           |                       |
| 16   | Chad le Clos                     | Sudafrica            | 1:44.65     | 10          | 8           |                       |
| 17   | Clément Lefert                   | Francia              | 1:44.82     | 1           | 6           |                       |
| 18   | Mads Glæsner                     | Danimarca            | 1:45.14     | 8           | 3           |                       |
| 19   | Ahmed Mathlouthi                 | Tunisia              | 1:45.16     | 10          | 7           |                       |
| 20   | Fernando Santos                  | Brasile              | 1:45.52     | 9           | 1           |                       |
| 21   | Cristian Quintero                | Venezuela            | 1:46.12     | 6           | 5           |                       |
| 22   | Daniele Tirabassi                | Venezuela            | 1:46.55     | 6           | 2           |                       |
| 23   | Rodrigo Castro                   | Brasile              | 1:46.60     | 10          | 1           |                       |
| 24   | Hassaan Abdel Khalik             | Canada               | 1:46.83     | 7           | 2           |                       |
| 25   | Yuhui Jiang                      | Cina                 | 1:47.26     | 1           | 3           |                       |
| 26   | Romans Miloslavskis              | Lettonia             | 1:47.48     | 8           | 7           |                       |
| 27   | Kai Wai David Wong               | Hong Kong            | 1:47.51     | 7           | 1           |                       |
| 28   | Gard Kvale                       | Norvegia             | 1:47.66     | 10          | 2           |                       |
| 29   | Sebastian Jahnsen                | Perù                 | 1:47.91     | 4           | 8           |                       |
| 30   | Sergiy Frolov                    | Ucraina              | 1:48.42     | 8           | 8           |                       |
| 31   | Martin Kutscher                  | Uruguay              | 1:48.73     | 7           | 6           |                       |
| 32   | SCHERÜBL Christian               | Austria              | 1:48.95     | 7           | 5           |                       |
| 33   | ANDRÉASSON Robin                 | Svezia               | 1:49.01     | 8           | 1           |                       |
| 34   | Ensar Hajder                     | Bosnia ed Erzegovina | 1:49.09     | 6           | 7           |                       |
| 35   | David Ernstsson                  | Svezia               | 1:49.47     | 9           | 8           |                       |
| 36   | Vladimir Sidorkin                | Estonia              | 1:49.59     | 7           | 8           |                       |
| 37   | Gal Nevo                         | Israele              | 1:49.69     | 1           | 2           |                       |
| 38   | Charles Daniel Hockin Brusquetti | Paraguay             | 1:49.86     | 6           | 4           |                       |
| 39   | Grant Beahan                     | Zimbabwe             | 1:49.96     | 6           | 1           |                       |
| 40   | Mohamed Farhoud                  | Egitto               | 1:50.09     | 5           | 3           |                       |
| 41   | Saeed Malekae Ashtiani           | Iran                 | 1:50.59     | 7           | 3           |                       |
| 42   | Petr Romashkin                   | Uzbekistan           | 1:50.68     | 6           | 6           |                       |
| 43   | Artur Dilman                     | Kazakistan           | 1:50.94     | 7           | 4           |                       |
| 44   | Irakli Revishvili                | Georgia              | 1:51.29     | 5           | 4           |                       |
| 45   | Vasilii Danilov                  | Kirghizistan         | 1:51.94     | 6           | 3           |                       |
| 46   | Morad Berrada                    | Marocco              | 1:52.31     | 5           | 6           |                       |
| 47   | Oleg Rabota                      | Kazakistan           | 1:52.90     | 7           | 7           |                       |
| 48   | Sebastian Arispe                 | Perù                 | 1:53.10     | 5           | 1           |                       |
| 49   | Matthew Duncan Abeysinghe        | Sri Lanka            | 1:53.64     | 4           | 2           |                       |
| 50   | Edward Caruana Dingli            | Malta                | 1:54.32     | 3           | 2           |                       |
| 51   | Mohammed Madouh                  | Kuwait               | 1:54.47     | 6           | 8           |                       |
| 52   | José Montoya                     | Costa Rica           | 1:54.78     | 3           | 4           |                       |
| 52   | Hazem Abdulwahid Tashkandi       | Arabia Saudita       | 1:54.78     | 4           | 1           |                       |
| 54   | Antonio Tong                     | Macao                | 1:55.10     | 4           | 4           |                       |
| 55   | Quinton Delie                    | Namibia              | 1:55.31     | 5           | 8           |                       |
| 56   | Sauod Altayar                    | Kuwait               | 1:55.38     | 5           | 2           |                       |
| 57   | Kevin Avila                      | Guatemala            | 1:55.46     | 4           | 3           |                       |
| 58   | Pok Man Ngou                     | Macao                | 1:56.00     | 5           | 7           |                       |
| 59   | Colin Bensadon                   | Gibilterra           | 1:56.42     | 4           | 6           |                       |
| 60   | Edvin Angjeli                    | Albania              | 1:56.47     | 5           | 5           |                       |
| 61   | Neil Agius                       | Malta                | 1:57.26     | 3           | 5           |                       |
| 62   | Makram Fatoul                    | Libano               | 1:57.97     | 3           | 6           |                       |
| 63   | James Sanderson                  | Gibilterra           | 1:58.12     | 4           | 7           |                       |
| 64   | Derrick Bakhuis                  | Antille Olandesi     | 1:58.36     | 3           | 7           |                       |
| 65   | Abdoul Khadre Mbaye Niane        | Senegal              | 1:59.95     | 3           | 3           |                       |
| 66   | Faisal Al Jasmi                  | Emirati Arabi Uniti  | 2:01.96     | 3           | 1           |                       |
| 67   | Martin Tomasin                   | Bolivia              | 2:03.07     | 3           | 8           |                       |
| 68   | Gert Kacani                      | Albania              | 2:03.46     | 2           | 6           |                       |
| 69   | Samer Kamal                      | Giordania            | 2:03.63     | 2           | 4           |                       |
| 70   | Chee Wei, Anderson Lim           | Brunei               | 2:05.77     | 2           | 2           |                       |
| 71   | Israr Hussain                    | Pakistan             | 2:06.12     | 2           | 5           |                       |
| 72   | Nisar Ahmed                      | Pakistan             | 2:06.70     | 2           | 3           |                       |
| 73   | Tepaia Payne                     | Isole Cook           | 2:07.87     | 1           | 7           |                       |
| 74   | Ronaldo Rodrigues                | Guyana               | 2:08.95     | 2           | 7           |                       |
| 75   | Kouassi Franck Olivier Brou      | Costa d'Avorio       | 2:16.64     | 2           | 8           |                       |
| 76   | Mamadou Fofana                   | Mali                 | 2:46.11     | 1           | 4           |                       |
| 77   | Godonou Wilfrid Tevoedjre        | Benin                | 2:50.93     | 2           | 1           |                       |
|      | Loai Abdulwahid Tashkandi        | Arabia Saudita       | non partito | non partito | non partito | non partito           |

## Finale
| Pos. | Atleta             | Nazionalità  | Tempo   | Corsia | Note                  |
| ---- | ------------------ | ------------ | ------- | ------ | --------------------- |
|      | Ryan Lochte        | Stati Uniti  | 1:41.08 | 4      | Record dei campionati |
|      | Danila Izotov      | Russia       | 1:41.70 | 1      |                       |
|      | Oussama Mellouli   | Tunisia      | 1:42.02 | 5      |                       |
| 4    | Nikita Lobintsev   | Russia       | 1:42.03 | 3      |                       |
| 5    | Paul Biedermann    | Germania     | 1:42.19 | 6      |                       |
| 6    | Paweł Korzeniowski | Polonia      | 1:42.73 | 7      |                       |
| 7    | Tommaso D'Orsogna  | Australia    | 1:42.96 | 8      |                       |
| 8    | Shaune Fraser      | Isole Cayman | 1:43.91 | 2      |                       |